# 帕特罗克洛斯的葬礼游戏

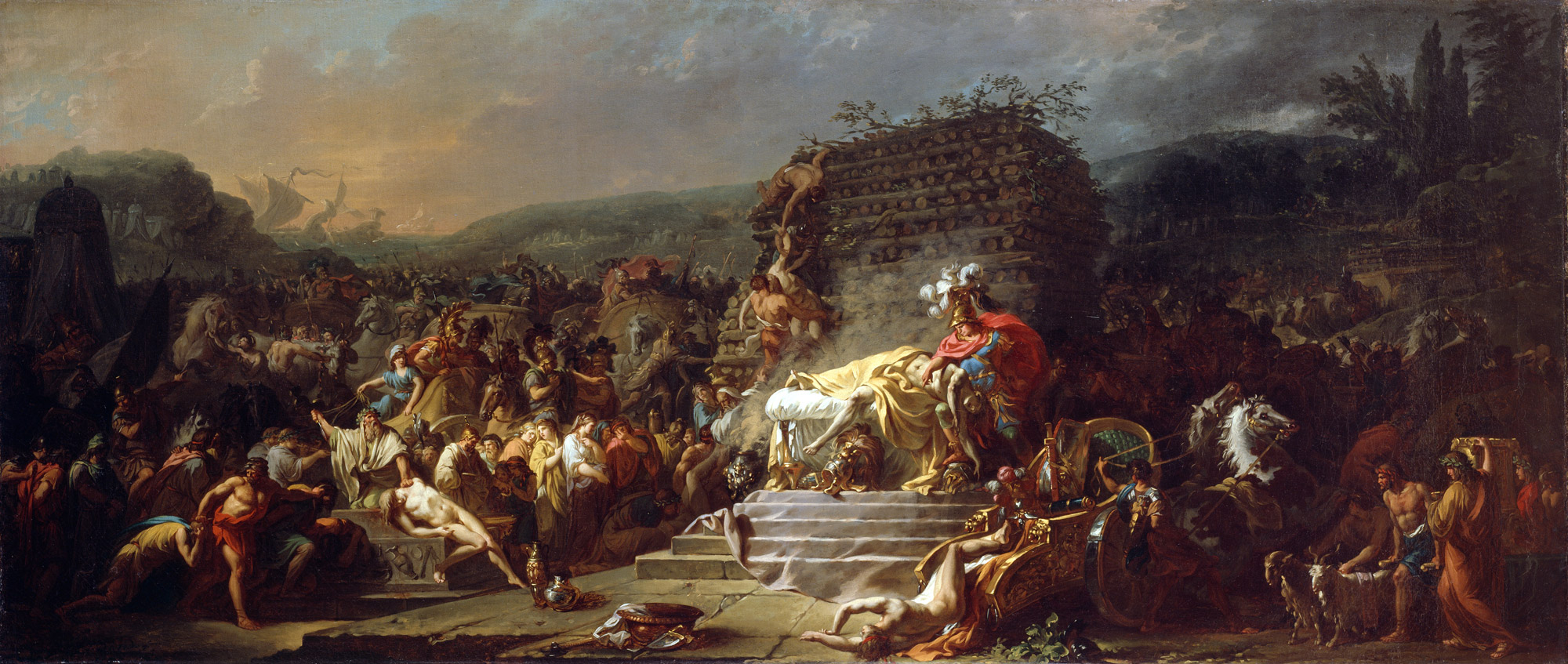

《帕特罗克洛斯的葬礼游戏》（The Funeral Games of Patroclus）是法国艺术家雅克-路易·大卫的一幅油画作品，创作于1778年。画作描绘帕特罗克洛斯在特洛伊战争期间，用他和阿喀琉斯的身体，在一个塔的下面进行的葬礼游戏，而赫克托耳在右边的战车上休息。1778年9月在罗马曼奇尼宫（Palazzo Mancini）首次展出，取得了重大成功。此后这幅画作消失，直到1972年由爱尔兰国立美术馆收购。